# Groß-Felda
Groß-Felda ist der größte Ortsteil von Feldatal im mittelhessischen Vogelsbergkreis. Zu Groß-Felda gehört der Weiler Schellnhausen.

## Geographie
Groß-Felda liegt am Vogelsberg im Naturpark „Hoher Vogelsberg“. Durch den Ort führt die Landesstraße 3071.

## Geschichte

### Ortsgeschichte
Die älteste bekannte schriftliche Erwähnung von Felda erfolgte im Jahr 1190 unter dem Namen Velle und Wellen.
1635 wurde die heute noch arbeitende Schrotmühle, die Wolfmühle, genannt.
Die Statistisch-topographisch-historische Beschreibung des Großherzogthums Hessen berichtet 1830 über Groß-Felda:

„Felda (L. Bez. Alsfeld) evangel. Pfarrdorf; auch Großfelda; liegt an dem Bache gleichen Namens 3 St. von Alsfeld im Vogelsberg und 1121 Hess. (862 Par.) Fuß über der Meeresfläche erhaben. Der Ort hat 167 Häuser und 880 Einwohner, die alle evangelisch sind, 1 Kirche und 3 Mahl- und 1 Oelmühle. Hierher gehört das Hammerwerk zu Schellnhausen. Die Hauptnahrungszweige sind, außer Ackerbau und Viehzucht, die Handwerke, unter welchen sich vorzüglich die Nagelschmiede, deren man etwa 50 zählt, und welche täglich ungefähr 25,000 Stück Nägeln verfertigen, auszeichnen; ihnen folgen die Strumpfweber, die bedeutende Quantitäten wollener Strümpfe fabriciren, die Leineweber, die Bierbrauer, Brandweinbrenner und Hufschmiede. Jährlich werden 3 Vieh- und Krämermärkte gehalten. – Dieses Dorf – Felle, Velle – erscheint, sammt dem Gerichte gleichen Namens, stets unter den Besitzungen der Landgrafen. Im Jahr 1344 war Felda an den Erbmarschall Heinrich von Eisenbach verpfändet, und in einer Urkunde von 1366 bekennen Heinrich und Röhrich von Eisenbach, daß Landgraf Heinrich II. ihnen das Gericht Felda, wegen einer Schuld von 100 Pfund Heller, wiederlößlich eingegeben habe. Die Kirche wird durch einen Streit bekannt, der zu Ende des 12. Jahrhunderts zwischen einem benachbarten Ritter Eberhart von Merlau und der Kirche von St. Johann zu Mainz, wegen beiderseitigen Ansprüche an den Kirchsatz zu Felda entstanden war.“

und über Klein-Felda:

„Kleinfelda (L. Bez. Alsfeld) evangel. Filialdorf; liegt im Vogelsberg 3 1⁄2 St. von Alsfeld, und bildet mit Großfelda eine Gemeinde. Man findet 17 Häuser und 98 Einwohner, die evangelisch sind, so wie eine Mühle.“

Am 1. April 1954 wurde der Wohnplatz Klein-Felda mit 108 Einwohnern ausgegliedert und kam zur Gemeinde Zeilbach.
Zum 31. Dezember 1971 wurden im Zuge der Gebietsreform in Hessen die bis dahin selbstständigen Gemeinden Ermenrod, Groß-Felda, Kestrich, Köddingen, Stumpertenrod, Windhausen und Zeilbach zur neuen Großgemeinde Feldatal zusammengeschlossen.

### Verwaltungsgeschichte im Überblick
Die folgende Liste zeigt die Staaten und Verwaltungseinheiten, denen Groß-Felda angehört(e):

- vor 1567: Heiliges Römisches Reich, Landgrafschaft Hessen, Amt Ulrichstein, Gericht Felda
- ab 1567: Heiliges Römisches Reich, Amt Ulrichstein (Söhne der Margarethe von der Saale)[8]
- ab 1570: Heiliges Römisches Reich, Landgrafschaft Hessen-Marburg, Amt Ulrichstein, Gericht Felda
- 1604–1648: Heiliges Römisches Reich, strittig zwischen Landgrafschaft Hessen-Darmstadt und Landgrafschaft Hessen-Kassel (Hessenkrieg)
- ab 1604: Heiliges Römisches Reich, Landgrafschaft Hessen-Darmstadt, Amt Ulrichstein, Gericht Felda[9]
- 1787: Heiliges Römisches Reich, Landgrafschaft Hessen-Darmstadt, Oberfürstentum Hessen, Amt Ulrichstein, Gericht Felda[10]
- ab 1806: Großherzogtum Hessen, Fürstentum Oberhessen, Oberamt Alsfeld, Amt (und Gericht ab 1803) Ulrichstein[11]
- ab 1815: Großherzogtum Hessen, Provinz Oberhessen, Amt und Gericht Ulrichstein[12]
- ab 1821: Deutscher Bund, Großherzogtum Hessen, Provinz Oberhessen, Landratsbezirk Romrod[Anm. 2][13][14]
- ab 1829: Großherzogtum Hessen, Provinz Oberhessen, Landratsbezirk Alsfeld
- ab 1832: Großherzogtum Hessen, Provinz Oberhessen, Landkreis Alsfeld
- ab 1838: Großherzogtum Hessen, Provinz Oberhessen, Kreis Grünberg (und Landgericht Ulrichstein)
- ab 1848: Großherzogtum Hessen, Regierungsbezirk Alsfeld
- ab 1852: Großherzogtum Hessen, Provinz Oberhessen, Kreis Alsfeld
- ab 1867: Norddeutscher Bund, Großherzogtum Hessen, Provinz Oberhessen, Kreis Alsfeld
- ab 1871: Deutsches Reich, Großherzogtum Hessen, Provinz Oberhessen, Kreis Alsfeld
- ab 1918: Deutsches Reich (Weimarer Republik), Volksstaat Hessen, Provinz Oberhessen, Kreis Alsfeld
- ab 1938: Deutsches Reich, Volksstaat Hessen, Landkreis Alsfeld
- ab 1945: Amerikanische Besatzungszone, Groß-Hessen, Regierungsbezirk Darmstadt, Landkreis Alsfeld
- ab 1946: Amerikanische Besatzungszone, Hessen, Regierungsbezirk Darmstadt, Landkreis Alsfeld
- ab 1949: Bundesrepublik Deutschland, Hessen, Regierungsbezirk Darmstadt, Landkreis Alsfeld
- ab 1972: Bundesrepublik Deutschland, Hessen, Regierungsbezirk Darmstadt, Landkreis Alsfeld, Gemeinde Feldatal
- ab 1972: Bundesrepublik Deutschland, Land Hessen, Regierungsbezirk Darmstadt, Vogelsbergkreis, Gemeinde Feldatal
- ab 1981: Bundesrepublik Deutschland, Land Hessen, Regierungsbezirk Gießen, Vogelsbergkreis, Gemeinde Feldatal

### Gerichtszugehörigkeit seit 1803
In der Landgrafschaft Hessen-Darmstadt wurde mit Ausführungsverordnung vom 9. Dezember 1803 das Gerichtswesen neu organisiert. Für die Provinz Oberhessen wurde das Hofgericht Gießen als Gericht der zweiten Instanz eingerichtet. Die Rechtsprechung der ersten Instanz wurde durch die Ämter bzw. Standesherren vorgenommen und somit war für Groß-Felda das Amt Ulrichstein zuständig. Das Hofgericht war für normale bürgerliche Streitsachen Gericht der zweiten Instanz, für standesherrliche Familienrechtssachen und Kriminalfälle die erste Instanz. Die zweite Instanz für die Patrimonialgerichte waren die standesherrlichen Justizkanzleien. Übergeordnet war das Oberappellationsgericht Darmstadt. 
Mit der Gründung des Großherzogtums Hessen 1806 wurde diese Funktion beibehalten, während die Aufgaben der ersten Instanz 1821–1822 im Rahmen der Trennung von Rechtsprechung und Verwaltung auf die neu geschaffenen Land- bzw. Stadtgerichte übergingen. Groß-Felda viel in den Gerichtsbezirk des Landgerichts Alsfeld. Durch Verfügung des Großherzoglich Hessischen Ministerium des Innern und der Justiz wurden am 1. Dezember 1838 Groß-Felda an den Bezirk des neu errichteten Landgerichts Ulrichstein abgetreten.
Anlässlich der Einführung des Gerichtsverfassungsgesetzes mit Wirkung vom 1. Oktober 1879, infolge derer die bisherigen großherzoglich hessischen Landgerichte durch Amtsgerichte an gleicher Stelle ersetzt wurden, während die neu geschaffenen Landgerichte nun als Obergerichte fungierten, kam es zur Umbenennung in „Amtsgericht Ulrichstein“ und Zuteilung zum Bezirk des Landgerichts Gießen.
1943 verlor das Amtsgericht Ulrichstein seine Selbständigkeit und wurde zur Zweigstelle des Amtsgerichts Schotten. Mit Wirkung zum 1. Juli 1968 erfolgte die Auflösung des Amtsgerichts Schotten und Groß-Felda kam zum Gerichtsbezirk des Amtsgerichts Alsfeld. Die übergeordneten Instanzen sind jetzt, das Landgericht Gießen, das Oberlandesgericht Frankfurt am Main sowie der Bundesgerichtshof als letzte Instanz.

### Einwohnerentwicklung
Bis 1954 mit Klein-Felda.
| • 1791: | 902 Einwohner (mit Kestrich)         |
| • 1800: | 911 Einwohner (mit Kestrich)         |
| • 1806: | 958 Einwohner, 186 Häuser            |
| • 1829: | 978 Einwohner, 184 Häuser            |
| • 1867: | 1110 Einwohner, 191 bewohnte Gebäude |
| • 1875: | 1107 Einwohner, 193 bewohnte Gebäude |

| Groß-Felda: Einwohnerzahlen von 1791 bis 2017 | Groß-Felda: Einwohnerzahlen von 1791 bis 2017 | Groß-Felda: Einwohnerzahlen von 1791 bis 2017 | Groß-Felda: Einwohnerzahlen von 1791 bis 2017 | Groß-Felda: Einwohnerzahlen von 1791 bis 2017 |
| --- | --------------------------------------------- | --------------------------------------------- | --------------------------------------------- | --------------------------------------------- |
| Jahr |                                               |                                               |                                               | Einwohner                                     |
| 1791 | 1791                                          |                                               | 902                                           | 902                                           |
| 1800 | 1800                                          |                                               | 911                                           | 911                                           |
| 1806 | 1806                                          |                                               | 958                                           | 958                                           |
| 1829 | 1829                                          |                                               | 978                                           | 978                                           |
| 1834 | 1834                                          |                                               | 1.074                                         | 1.074                                         |
| 1840 | 1840                                          |                                               | 1.112                                         | 1.112                                         |
| 1846 | 1846                                          |                                               | 1.130                                         | 1.130                                         |
| 1852 | 1852                                          |                                               | 1.107                                         | 1.107                                         |
| 1858 | 1858                                          |                                               | 1.057                                         | 1.057                                         |
| 1864 | 1864                                          |                                               | 1.113                                         | 1.113                                         |
| 1871 | 1871                                          |                                               | 1.117                                         | 1.117                                         |
| 1875 | 1875                                          |                                               | 1.107                                         | 1.107                                         |
| 1885 | 1885                                          |                                               | 1.131                                         | 1.131                                         |
| 1895 | 1895                                          |                                               | 1.012                                         | 1.012                                         |
| 1905 | 1905                                          |                                               | 992                                           | 992                                           |
| 1910 | 1910                                          |                                               | 989                                           | 989                                           |
| 1925 | 1925                                          |                                               | 1.017                                         | 1.017                                         |
| 1939 | 1939                                          |                                               | 824                                           | 824                                           |
| 1946 | 1946                                          |                                               | 1.136                                         | 1.136                                         |
| 1950 | 1950                                          |                                               | 1.136                                         | 1.136                                         |
| 1956 | 1956                                          |                                               | 1.020                                         | 1.020                                         |
| 1961 | 1961                                          |                                               | 955                                           | 955                                           |
| 1967 | 1967                                          |                                               | 938                                           | 938                                           |
| 1970 | 1970                                          |                                               | 936                                           | 936                                           |
| 1980 | 1980                                          |                                               | ?                                             | ?                                             |
| 1990 | 1990                                          |                                               | ?                                             | ?                                             |
| 2000 | 2000                                          |                                               | ?                                             | ?                                             |
| 2011 | 2011                                          |                                               | 858                                           | 858                                           |
| 2017 | 2017                                          |                                               | 875                                           | 875                                           |
| Datenquelle: Historisches Gemeindeverzeichnis für Hessen: Die Bevölkerung der Gemeinden 1834 bis 1967. Wiesbaden: Hessisches Statistisches Landesamt, 1968. Weitere Quellen: ; Zensus 2011 |                                               |                                               |                                               |                                               |

### Religionszugehörigkeit
| • 1829: | 978 evangelische (= 100 %) Einwohner                              |
| • 1961: | 855 evangelische (= 89,53 %), 72 katholische (= 7,54 %) Einwohner |

## Wappen
Blasonierung: „In Gold ein roter blaugekrönter Jungfrauenadler  mit silbernem, von einem blauen Hammer und zweimal zwei blauen Nägeln belegten Herzschild.“
Das Wappen wurde der Gemeinde Groß-Felda, im damaligen Landkreis Alsfeld am 22. Dezember 1969 durch den Hessischen Innenminister genehmigt. Gestaltet wurde es durch den Bad Nauheimer Heraldiker Heinz Ritt.
Der Herzschild verweist auf das einstige Handwerk der Nagelschmiede in Groß-Felda, das noch bis Anfang des 20. Jahrhunderts, als einer der Hauptwirtschaftszweige des Ortes ausgeübt wurde, der blaugekrönte Jungfrauenadler stammt aus dem Wappen der erloschenen Adelsfamilie von Mörlau (Merlau), die im Mittelalter hier begütert war. Das Wappen wird, von der neuen Gemeinde Feldatal weitergeführt.

## Verkehr
Den öffentlichen Personennahverkehr stellen die Buslinien VB-77 und VB-15 der Verkehrsgesellschaft Oberhessen her.

## Persönlichkeiten
- Johannes Caspar Neeb (1769–1832), hessischer Landtagsabgeordneter
- Norbert Goldenberg (1909–1974), Arzt, Mitgründer und Herausgeber der deutsch-jüdischen Exilzeitung Aufbau[25]